# Generaladmiral (Kriegsmarine)
Generaladmiral (izvirno nemško Generaladmiral; kratica: GA) je bil drugi najvišji admiralski čin v nemški Kriegsmarine, ki je bil prevzet od Reichsmarine (iz časov Weimarske republike). 
Nižji čin je bil admiral, medtem ko je bil višji veliki admiral. V drugih vejah Wehrmachta (Heer in Luftwaffe) mu je ustrezal čin generalpolkovnika, medtem ko mu je v Waffen-SS ustrezal čin SS-Oberstgruppenführerja.

## Oznaka čina
Osnovna (naramenska) oznaka čina kapitana korvete je bila sestavljena iz štirih zlatih prepletenih vrvic, ki so bile pritrjene na črno podlago in treh zvezdic. 
Narokavna oznaka čina (ki se je nahajala na spodnjem delu rokava) je bila sestavljena iz enega širokega zlatega traku in štirih debelejših zlatih črt in nad njimi se je nahajala ena petkraka zvezda.
Oznaka čina za slavnostno uniformo je bila sestavljena iz oznake sidra in treh kvadratkov na zlati epoleti (z zlato obrobo), na katero so bile pritrjene zlate resice.
Galerija
- Osnovna naramenska oznaka čina
- Narokavna oznaka čina

## Seznam generaladmiralov Kriegsmarine
- Erich Raeder: 20. april 1936
- Conrad Albrecht: 1. april 1939
- Alfred Saalwächter: 1. januar 1940
- Rolf Carls: 19. julij 1940
- Hermann Boehm: 1. april 1941
- Karl Witzell: 1. april 1941
- Otto Schultze: 31. avgust 1942
- Wilhelm Marschall: 1. februar 1943
- Otto Schniewind: 1. marec 1944
- Walter Warzecha: 1. marec 1944
- Oskar Kummetz: 16. september 1944
- Hans-Georg von Friedeburg: 1. maj 1945

Karl Dönitz je bil povišan v velikega admirala, pri čemer je preskočil čin generaladmirala.